# EC Red Bull Salzbourg
Pour la section football voir Red Bull Salzbourg
L'EC Red Bull Salzbourg est un club de hockey sur glace de Salzbourg en Autriche. Il évolue dans le Championnat d'Autriche de hockey sur glace.

## Historique

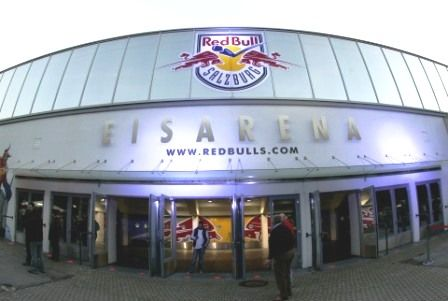
Eisarena Salzbourg.

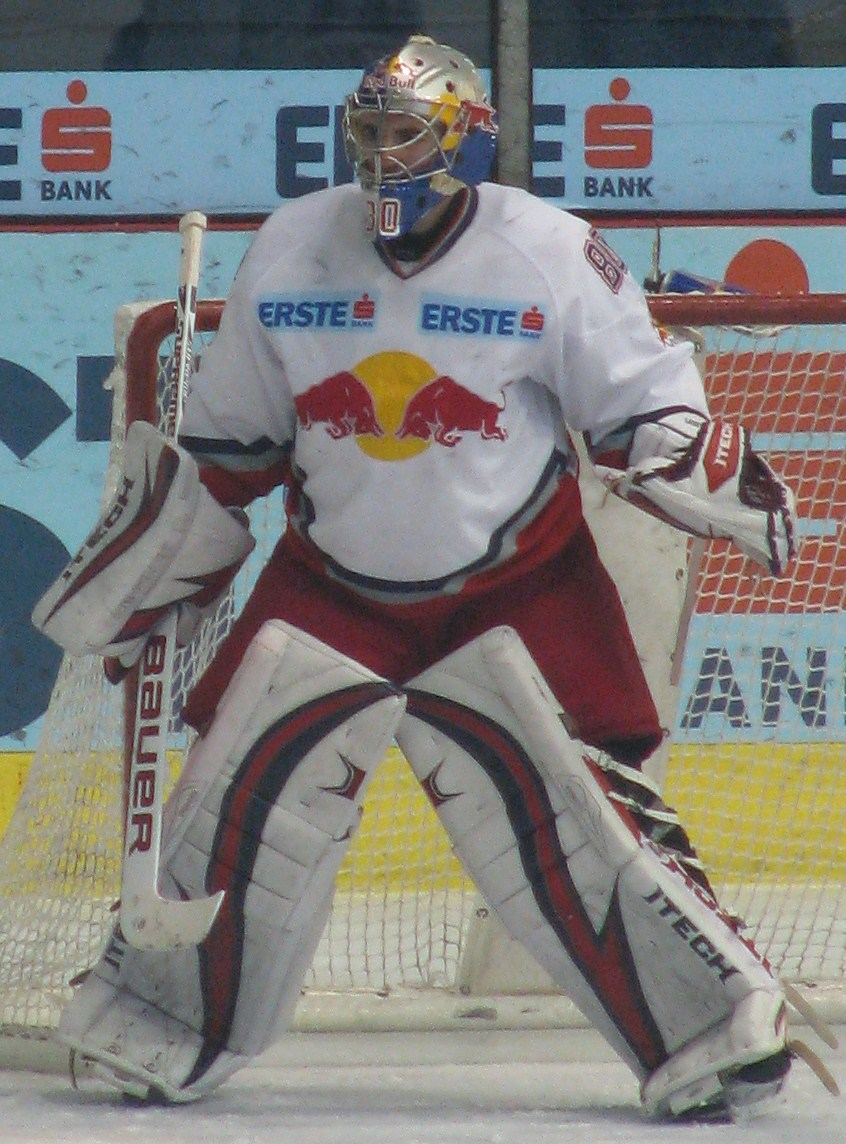
Un gardien de l'équipe

Le club est créé en 1977 sous le nom de HC Salzbourg. Cinq ans plus tard, le HC Scharlachberg prend la suite mais cesse aussi ses activités en 1986. L'année suivante, le Salzburger EC est créé mais... se retire après une douzaine de mois d'existence. Le EC Salzbourg est alors fondé en 1990 puis renommé EC Red Bull Salzbourg dès son dixième anniversaire. En 2002, il accède au second échelon national, la Nationalliga, avant d'être promu parmi l'élite après deux saisons dans son antichambre.

## Palmarès
- Vainqueur du championnat d'Autriche : 2007, 2008, 2010, 2011, 2014*, 2015, 2016, 2018*, 2022, 2023, 2024.

(*) En 2014 et 2018, le vainqueur du championnat d'Autriche étant un club étranger, Salzbourg est sacré champion national en tant que meilleur club autrichien.
- Vainqueur de la Nationalliga : 2004.
- Vainqueur de la coupe continentale : 2010.
- Vainqueur du Trophée européen : 2011.

## Joueurs
| No    | Nom              | Nat. | Position  | Arrivée                         |
| ----- | ---------------- | ---- | --------- | ------------------------------- |
| +030, | David Kickert    |      | Gardien   | 2022 - Capitals de Vienne       |
| +035, | Atte Tolvanen    |      | Gardien   | 2021 - Sport Vaasa              |
| +002, | Tyler Lewington  |      | Défenseur | 2022 - Bruins de Providence     |
| +018, | Paul Stapelfeldt |      | Défenseur | Formé au club                   |
| +022, | Dennis Robertson |      | Défenseur | 2022 - HC Dynamo Pardubice      |
| +024, | Ryan Murphy      |      | Défenseur | 2023 - Salavat Ioulaïev Oufa    |
| +039, | Charles Genoway  |      | Défenseur | 2022 - Brynäs IF                |
| +055, | Lukas Schreier   |      | Défenseur | Formé au club                   |
| +056, | Devin Steffler   |      | Défenseur | 2021 - Rockets de Kelowna       |
| +067, | Philipp Wimmer   |      | Défenseur | Formé au club                   |
| +003, | Peter Schneider  |      | Attaquant | 2021 - HC Kometa Brno           |
| +005, | Thomas Raffl     |      | Attaquant | 2016 - Moose du Manitoba        |
| +009, | Ali Wukovits     |      | Attaquant | 2021 - Capitals de Vienne       |
| +011, | Adam Payerl      |      | Attaquant | 2023 - Augsburger Panther       |
| +016, | Luca Auer        |      | Attaquant | Formé au club                   |
| +021, | Troy Bourke      |      | Attaquant | 2022 - Kärpät Oulu              |
| +026, | Peter Hochkofler |      | Attaquant | Formé au club                   |
| +040, | Tim Harnisch     |      | Attaquant | Formé au club                   |
| +048, | Lucas Thaler     |      | Attaquant | 2021 - Mora IK                  |
| +052, | Paul Huber       |      | Attaquant | Formé au club                   |
| +070, | Benjamin Nissner |      | Attaquant | 2020 - Tingsryds AIF            |
| +089, | Florian Baltram  |      | Attaquant | 2015 - Hurricanes de Lethbridge |
| +096, | Mario Huber      |      | Attaquant | 2017 - HC TWK Innsbruck         |